# Dulces compañías
Dulces compañías es una película mexicana de 1996 dirigida por Óscar Blancarte. Fue protagonizada por Ana Martín, Roberto Cobo y Ramiro Huerta. Basada en las piezas teatrales Bajo el silencio y Un misterioso pacto, del dramaturgo Óscar Liera

## Sinopsis
Nora (Ana Martín), una profesora de geografía, contrata los servicios de un prostituto (Ramiro Huerta) en las calles de la Ciudad de México. Sin embargo, el hombre no es lo que aparenta. Tras su supuesto oficio, se esconde un psicópata y resentido social que además de robarla, tortura física y psicologicamente a Nora, hasta asesinarla brutalmente.
Un año después, la historia se repite en el mismo apartamento donde Nora fue asesinada. El mismo psicópata es ahora contratado por Samuel (Roberto Cobo), un actor y titiritero de 58 años de edad, que al igual que Nora, será víctima de la brutalidad y torturas del asesino.
El común denominador de ambas víctimas es la extrema soledad que ambos padecen. La necesidad de afecto es, a su vez, el nexo que tienen con su victimario.

## Elenco
- Ana Martín ... Nora
- Roberto Cobo ... Samuel
- Ramiro Huerta ... Asesino

## Comentarios
La película está basada en dos piezas del malogrado dramaturgo Óscar Liera, por lo que la acción transcurre casi por completo en un solo escenario y con apenas dos protagonistas por segmento. Por lo general siempre se intenta “abrir” las obras de teatro que son adaptadas al cine, añadiendo secuencias en exteriores para evitar la sensación de asfixia que puede generar una película que se mantiene encerrada entre cuatro paredes. En el caso de Dulces compañías se incluyen breves escenas donde el psicópata recorre algunas calles de la Ciudad de México, así como fugaces flashbacks o ensoñaciones que transportan a los personajes más allá del departamento para mostrar fragmentos de su pasado, como las visitas que hace Nora a algún antro de estríperes debidamente disfrazada con una peluca roja. Sin embargo, esto no disminuye la creciente claustrofobia del relato, lo cual concuerda con lo que se quiere narrar aunque a algunos espectadores pueda resultarles pesado.